# Ross Turnbull
Ross Turnbull (født 4. januar 1985) er en engelsk fodboldspiller. Han er målmand for Leeds United A.F.C. Han spillede tidligere for det engelske U19 landshold.